# Nichts gegen Papa
Nichts gegen Papa ist ein deutscher Fernsehfilm der Frühling-Filmreihe von Michael Karen, der am 12. März 2017 erstmals im ZDF ausgestrahlt wurde.
Der Film erzählt die Geschichte der Dorfhelferin Katja Baumann, gespielt von Simone Thomalla, die Familien in Notsituationen zur Seite steht und gleichzeitig versucht, Frühling in die Herzen der Menschen zu tragen. Es ist der vierzehnte Film einer Reihe, in deren Mittelpunkt die Menschen des Dorfes mit Namen Frühling stehen.
Marco Girnth ist in einer wiederkehrenden Rolle als Tierarzt Mark Weber besetzt und Carolyn Genzkow als Katjas Tochter Kiki sowie Caroline Ebner als Ärztin Dr. Schneiderhahn und Johannes Herrschmann als Pfarrer Sonnleitner. Die Haupt-Gaststars dieser Folge sind Michael Sommerer, Maximilian von Pufendorf, Theresa Scholze, Hansjürgen Hürrig, Patrick Mölleken, Bettina Mittendorfer und Cristina do Rego.

## Handlung
Dorfhelferin Katja Baumann hilft in ihrer Funktion als Dorfhelferin bei Sanne Bredemeyers Segelschule aus. Deren Sohn hatte unbemerkt die Boote losgemacht und bei der ganzen Aufregung erlitt seine hochschwangere Mutter beinahe eine Fehlgeburt. Katja kümmert sich nun nicht nur um das Geschäft, sondern auch um die Familie, da Sanne Bredemeyer viel liegen muss und jede weitere Aufregung vermieden werden sollte. Als Katja die Beweggründe für Finns Tat herausfinden will, bemerkt sie, wie sehr der Junge seinen Stiefvater Matthias vermisst, der beruflich viel unterwegs ist und seine Familie häufig allein lassen muss.
Bei näherer Betrachtung muss Katja feststellen, dass Matthias ein Doppelleben führt und im Nachbarort Rosenheim eine zweite Beziehung pflegt. Angesichts dieser Problematik erkennt Katja endlich, welch einen Schatz sie in ihrem Freund Mark Weber hat, mit dem sie bisher nur rein freundschaftlich verbunden ist. 

## Produktionsnotizen
Die Episode wurde vom ZDF in Zusammenarbeit mit „Seven Dogs Filmproduktion“ und UFA Fiction produziert und im Rahmen der ZDF-„Herzkino“-Reihe ausgestrahlt. Entgegen allen bisherigen 13 Frühlingepisoden, bei denen stets Natalie Scharf das Drehbuch schrieb, ist diesmal Martin Douven dafür verantwortlich. Die Dreharbeiten erfolgten vom 26. Juli bis zum 23. August 2016 in Bayrischzell und Umgebung.

## Rezeption

### Einschaltquote
Bei der Erstausstrahlung am 12. März 2017 wurde Nichts gegen Papa in Deutschland von  5,33 Millionen Zuschauern gesehen, was einem Marktanteil von  14,4 Prozent entsprach.

### Kritik
Rainer Tittelbach von tittelbach.tv befand „Herzstück der Reihe bleiben […] die horizontal erzählten privaten Geschichten. Etwas ‚realistischer‘ als gewohnt erscheint die Konfliktlösung des A-Plots mit einem nicht ganz so strahlenden Happy End. Ansonsten bekommt Marco Girnth wieder mehr zu tun, die Gast-Schauspieler sind durchweg überzeugend und mit Cristina do Rego könnte neuer Schwung in die Reihe kommen...“
Die Kritiker der Fernsehzeitschrift TV Spielfilm gaben dieser Folge den „Daumen gerade“ und kamen zu dem Ergebnis: „Schlichte Dramaturgie, aber ganz sympathisch gespielt, politisch korrekt und sozial engagiert.“ Fazit: „Liebe, Leid, Lebenslügen – launig präsentiert.“